# Circuito di Merano
Il Circuito di Merano è stato un circuito automobilistico utilizzato per il Gran Premio Supercortemaggiore, una serie di gare automobilistiche organizzate da ll'allora Agip (oggi Eni) per pubblicizzare il prodotto Supercortemaggiore, una benzia raffinata dal giacimento petrolifero di Cortemaggiore. Il Gran Premio Supercortemaggiore non è da confondersi con il Trofeo Supercortemaggiore, competizione automobilistica stradale di granfondo.
Si trattava di un circuito su strade pubbliche e non di un autodromo appositamente costruito, come spesso si usava in quei tempi.
Il tracciato prevedeva un percorso di 18 km ad anello che passava, oltre che a Merano, dai paesi di Sinigo, Cermes, Lana e Postal.
Il primo vincitore del primo Gran Premio Supercortemaggiore, tenutosi nel 1953, è stato Juan Manuel Fangio a bordo di un'Alfa Romeo 6C 3000 CM nella sua derivazione Spider Merano, in una gara che è la prima ed unica vittoria della 6C 3000 CM e l'ultima volta di Fangio al volante di un'Alfa Romeo ufficiale. Questo evento è stato anche l'ultimo Gran Premio Supercortemaggiore a disputarsi presso questo circuito.

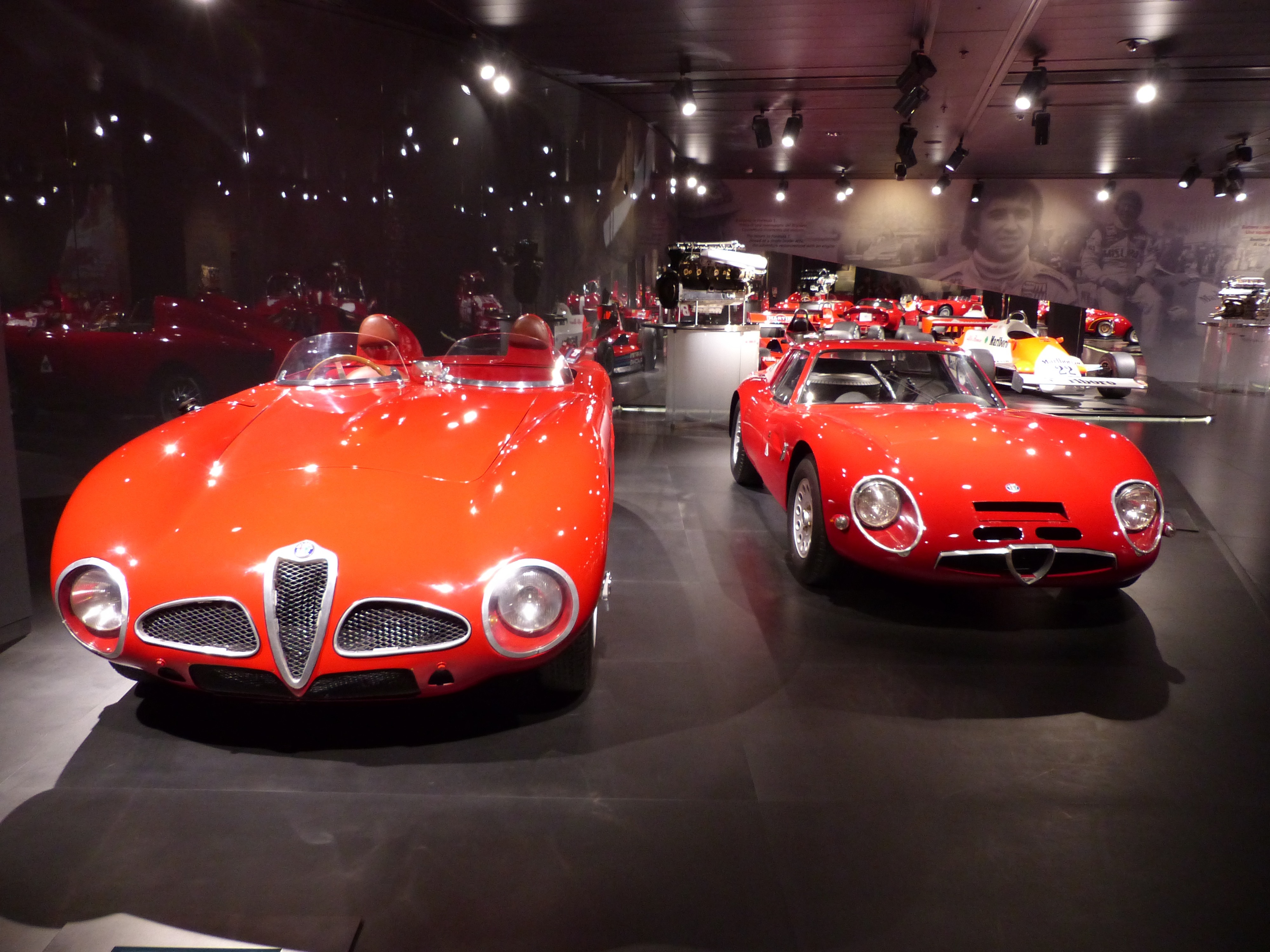
Alfa Romeo 6C 3000 CM Spider Merano 1953 (sinistra)